# Paraleptophlebia jenseni
Paraleptophlebia jenseni is een haft uit de familie Leptophlebiidae. De wetenschappelijke naam van de soort is voor het eerst geldig gepubliceerd in 1999 door McCafferty & Kondratieff.
De soort komt voor in het Nearctisch gebied.